# 家制度
家制度（いえせいど）とは、1898年（明治31年）に制定された明治憲法下の民法において規定された日本の家族制度であり、親族関係を有する者のうち更に狭い範囲の者を、戸主（こしゅ）と家族として一つの家に属させ、戸主に家の統率権限を与えていた制度である。この規定が効力を有していたのは、1898年7月16日から1947年5月2日までの48年9か月半ほどの期間であった。

## 沿革
戸主の制度は、最も古くは大化の改新に始まる。孝徳天皇の代における政治体制整備のため、古代から存在した家内の統率者たる家長に戸主の地位を与え、対外的な権利義務の主体としたのが始まりである。
日本の近世においては身分制度の固定化が進み、支配層の家臣である武士の家にはさまざまな規制が加えられており、武士法と庶民法のの分離が見られた。武士の家は超世代的な連続性をもった父系血族集団として本家と末家（分家）の関係によって構成されていた。超世代的な本末家の筋目を尊重し、同姓を重視する傾向が武士社会では重視されていた。
家督は一家の長を意味し、家長が包括的に相続する俸禄（家禄）を意味する用語となった。家の構成員は当主と配偶者、その直系卑属あるいは直系卑属の配偶者と、時に傍系親族が含まれた。本家と分家の間柄は同姓と呼ばれ重視されていた。当主は家の代表者として広範囲に及ぶ家内統制権とその責任を有していた。庶民の家族構成は武士に準じていたが、家族全員が生産的労働を分担していたために、武士の場合ほど当主の権限は強力ではなかったという。
前近代における「家」は、あたかも莫大な権利義務を有する法人のようなものであった。家長個人は権利義務の主体ではなく、家の代表者として強大な権利を行使するかわりに、家産・家業・祭祀を維持する重い責務を負う存在にすぎなかった。ところが明治維新によって職業選択の自由が確保されると、このような生活モデルは崩壊する。諸外国の例を見ても、家族制度が徐々に崩壊して個人主義へ至ることが歴史の必然と思われたが、かといって未だ慣習として根付いている以上、法律をもって強引に無くすことも憚られた。そこで、近い将来の改正を前提とし、所有権と平仄を整え、戸主権の主体を家ではなく戸主個人としたうえで家産を否定し、戸主の権限を従前よりも大幅に縮小する過渡的な暫定規定を置くこととしたのである。
なお、朝鮮では、日本による朝鮮支配の下で家制度を含む日本民法（1947年12月31日以前のもの）が朝鮮民事令により、依用された。ただし、当初は、民法の親族・相続に関する規定は依用せず、朝鮮の慣習に依るとした。その後、徐々に依用の範囲が拡大されたものの。最後の段階でも、民法のうち依用されたのは、氏、婚姻年齢、裁判上の離婚、認知、婿養子、親権、後見、保佐人、親族会、相続の承認及び財産の分離の規定であり、家制度そのものはなお、朝鮮の慣習によることになっており、従って民法の依用により、日本の家制度が韓国に移植されとは言えない。しかし朝鮮戸籍令が、内地の戸籍法そのまま模倣したものであり、朝鮮戸籍令を通して，日本明治民法の家制度が朝鮮に定着・確定し、1960年の大韓民国民法施行前まで続いた。台湾では、1945年に日本が降伏すると、中国本土で既に公布施行されていた中華民国の民法が適用された。

## 「家」の概念
「家」は、「戸主」と「家族」から構成される。戸主は家の統率者であり、家族は家を構成する者のうち戸主でない者をいう。
一つの家は一つの戸籍に登録される。つまり、同じ家に属するか否かの証明は、その家の戸籍に記載されている者であるか否かにより行われた。このことから、改正前民法の条文の「父ノ家ニ入ル」「家ヲ去リタル」という（当時の）表現は、戸籍の面からは、それぞれ「父の家の戸籍に入籍する」「家の戸籍から除籍された」ことを意味する。
なお、戸籍を管理するための法律として、1948年（昭和23年）にそれまでの戸籍法（大正3年3月31日法律第26号）を全部改正して施行された戸籍法（昭和22年12月22日法律第224号）では、戸籍の作成単位を、夫婦と未婚の子として、三代以上の親族が同一戸籍に記載されない制度になっている（三代戸籍の禁止）。改正前の戸籍法では、戸籍の作成単位を、家とし、家制度においては家の構成員は二代に限られなかったので、戸籍上も三代以上の戸籍とすることに制約はなかった。

## 戸主
戸主は、家の統率者としての身分を持つ者であり、戸籍上は筆頭に記載された。このため、戸籍の特定は戸主の氏名と本籍で行われることになる。

### 戸主権・戸主の義務
戸主は、家の統率者として家族に対する扶養義務を負う（ただし、配偶者、直系卑属、直系尊属による扶養義務のほうが優先）ほか、主に以下のような権能（戸主権）を有していた。
- 家族の婚姻・養子縁組に対する同意権（改正前民法750条）
  - ただし、離籍の制裁を覚悟するなら、戸主の同意の無い婚姻・縁組を強行することは可能（改正前民法776条但書・849条2項）[10]
- 家族の入籍又は去家に対する同意権（ただし、法律上当然に入籍・除籍が生じる場合を除く）（改正前民法735条・737条・738条）
- 家族の居所指定権（改正前民法749条）
- 家籍から排除する権利
  1. 家族の入籍を拒否する権利
    - 戸主の同意を得ずに婚姻・養子縁組した者の復籍拒絶（改正前民法741条2・735条）
    - 家族の私生児・庶子の入籍の拒否（改正前民法735条）
    - 親族入籍の拒否（改正前民法737条）
    - 引取入籍の拒否（改正前民法738条）

  2. 家族を家から排除する（離籍）権利（ただし未成年者と推定家督相続人は離籍できない）
    - 居所の指定に従わない家族の離籍（改正前民法749条）
    - 戸主の同意を得ずに婚姻・養子縁組した者の離籍（改正前民法750条）

明治23年旧民法人事編にも類似の規定があり、その制度趣旨は、家産を戸主個人の所有とした代償として戸主は家族員に扶養の義務を負うため、家族員が勝手に行方をくらましたり婚姻や養子縁組で扶養対象を無尽蔵に増やされると困るが、かといっていつまでも独身でいろというわけにもいかないから、独立して稼げる者が戸主の意に沿わない婚姻縁組を強行したいのであれば新家創立により戸主は扶養義務を免れるのが公平だという考えによったものと説明されている。
戸主の権利義務は少なくとも起草者の主観においては、妥当な範囲に制限しようとする意図が働いていた。

### 女戸主
戸主は男性であることが原則であるが、女性であっても家督相続や庶子・私生児などによる一家創立など、女戸主もあり得た。しかし男戸主に比べ、いくつかの差異があった。
- 隠居するには、年齢その他の要件を満たしている必要があるが、女戸主の場合は年齢要件を満たす必要がない（改正前民法755条）
- （男性の）戸主が婚姻して他家に入るには、女戸主の家に婚姻で入る場合と婿養子縁組（婚姻と妻の親との養子縁組を同時に行うこと）に限られたが、女戸主が婚姻するためであれば裁判所の許可を得て隠居・廃家ができた（改正前民法754条）
- 婚姻により夫が女戸主の家に入る（入夫婚姻）際、当事者の反対意思表示が無い限り入夫が戸主となった（改正前民法736条）。ただし1914年（大正3年）以降の戸籍法では、入夫婚姻の届書に入夫が戸主となる旨を記載しなければ、女戸主が継続する扱いであった。

### 戸主の地位の承継（家督相続）
戸主の地位は、戸主の財産権とともに家督相続という制度により承継される。相続の一形態であるが、前戸主から新戸主へ全ての財産権利が譲り渡される単独相続である点が現在の民法と大きく異なる。ただし財産に関して言えば遺言等による意思表示がある場合において相続分の指定があり遺言が有効であると認められれば、法律上「当然」にそれは有効であった。戸主の地位の継承については法律上の推定相続人がいない場合に限り遺言は有効であるが、仮に居た場合には取消請求の対象とされた。
家督相続は次の場合に行われる。
- 戸主が死亡したとき
- 戸主が隠居したとき
- 戸主自身が婚姻し別戸籍に去ったとき
- 女戸主が入夫婚姻を行い夫に戸主を譲るとき
- 入夫婚姻により戸主となった夫が離婚により戸籍を出るとき
- 戸主が日本国籍を失ったとき

家督相続人（新戸主）となる者は、旧戸主と同じ家に属する者（家族）の中から、第一順位として直系卑属のうち親等・男女・嫡出子庶子・長幼の順で決められた上位の者（ただし、親等が同じ場合女子といえども嫡出子及び庶子が優先された。）、被相続人（旧戸主）により指定された者、旧戸主の父母や親族会により選定された者などの順位で決めることになっていた。なお、代襲相続の規定もあり、例えば第一推定家督相続人である長男に孫が生存したまま長男が戸主の死亡前に亡くなっていた場合には、長男の孫のなかから男女・嫡出子庶子・長幼の順で家督相続がなされた。特に事情が無い場合、一般的には長男が家督相続人として戸主の地位を承継した。

### 親族会
戸主に行為能力がなくかつ親権者や後見人がおらず戸主の代行を要する場合や親族中の婚姻などにおいて同意をなすべき父母がいない場合などには、関係人などの請求によって、裁判所は、親族・縁故者の中から3人以上を選任して、親族会を招集し、戸主権を代行させることなどができた。

## 家の設立・消滅
新たに家が設立される形態として「分家」、「廃絶家再興」、「一家創立」が、家が消滅する形態として「廃家」、「絶家」がある。

### 分家
分家とは、ある家に属する家族が、その意思に基づき、その家から分離して新たに家を設立することをいう。このとき、元々属していた家を「本家」と呼んだ。本家の統率の観点から、分家するためには戸主の同意が必要とされた。分家する際には分家者の妻および直系卑属およびその妻が分家と共に新たな家に入ることができる。ただし夫婦同籍の原則があるため、分家者の妻と、直系卑属が新たな家に入るときの妻は必ず共に移動することになる。
なお、旧民法等の法律上の用語では無いが、地域によって本家のことを母屋・分家のことを新宅など独自の呼称する場合がある。

### 一家創立
一家創立とは、家督相続や分家とは異なり、新たに戸主になる者の意思とは無関係に、法律の規定により当然に家が設立される場合をいう。
一家創立は次の場合に生じる。
- 子供の父母が共に分からないとき（改正前民法733条3）
- 非嫡出子が、戸主の同意が得られずに、父母の家に入ることができなかったとき（改正前民法735条2）
- 婚姻・養子縁組をした者が離婚・養子離縁をした際に、復籍するはずの家が廃家や絶家により無くなっていたとき（改正前民法740条）
- 戸主の同意を得ずに婚姻・養子縁組をした者が離婚・養子離縁した際に、復籍すべき家の戸主に復籍拒絶をされたとき（改正前民法741条・742条・750条）
- 家族が離籍されたとき（改正前民法742条・749条・750条）
- 家族が残っている状態で絶家し、入るべき家が無くなったとき（改正前民法764条）
- 日本国籍を持たない者が、新たに国籍を取得したとき（旧国籍法5条5・24条・26条）
- 無戸籍の父母の間の子が日本で生まれたとき（旧国籍法4条）
- 戸主でないものが爵位を授けられたとき（明治38年 戸主ニ非サル者爵位ヲ授ケラレタル場合ニ関スル法律）
- 皇族が臣籍降下したとき（明治43年皇室令2号）

### 廃家
廃家とは、戸主が、婚姻や養子縁組などの理由により他の家に入るために、元の家を消滅させることをいう（改正前民法762条）。ただし、一家創立によって戸主になった者は自由に廃家できたが、家督相続により戸主になった者が廃家する場合は裁判所の許可を必要とした。

### 絶家
絶家とは、戸主が死亡したことなどにより家督相続が開始されたにもかかわらず、家督相続人となる者がいないために、家が消滅することをいう（改正前民法764条）。廃家が戸主の意志を元に行うのに対し、絶家は不可抗力により生じる。

### 廃絶家再興
廃絶家再興とは、廃家・絶家した家を、縁故者が戸主となり再興すること。廃絶家再興の主な要件は次の通りである。
- 家族は戸主の同意を得て廃絶した本家、分家、同家その他親族の家を再興することができる（改正前民法743条）
- 法定推定家督相続人や戸主の妻、女戸主の入夫は廃絶家がその本家である場合に限って再興することができる（改正前民法744条）
- 新たに家を立てた者に関しては自由に廃家して、本家、分家、同家その他親族の家を再興することができる（改正前民法762条）
- 家督相続によって戸主となった者は、廃絶家がその本家である場合に限って、裁判所の許可を得て現在の家を廃家した上で本家を再興することができる（改正前民法762条）
- 離婚または離縁によって実家に復籍すべき者が実家の廃絶によって復籍することができない場合には再興することができる（改正前民法740条）
- 廃絶家の再興は市町村長に届け出ることを要する（旧戸籍法164条）

再興した者はその家の戸主となり廃絶家の氏を称するが、廃絶家前の債権・債務など各種の権利・義務を引き継ぐ訳ではないため、単に家の名を残し、本家と分家といった家系を残す程度の効果しか無く祭祀相続としての意味合いが強かった。

## 廃止された理由等
前述のように、物理的な懲罰権を持たず、離籍を覚悟されれば婚姻・縁組・居所移転を阻止できないという意味では、戸主権の実効性は脆弱であった。
しかし、立法者が楽観視して設けた離籍権は意外の弊害を生じた。条文上行使の方法に制限が無かったため、扶養義務免除など不正の利益を得るためや、嫌がらせ目的による行使が相次いだのである。そこで早くから判例は権利濫用法理を発達させ、恣意的な離籍を無効にする努力を講じており、戸主権を必要とする社会的実態の欠如が古くから指摘され続けてきた。 
そこで早くも大正時代には法律上の家族制度緩和論が支配的となり、離籍権行使に裁判所の許可を要するとの改正が昭和16年に成立。保守派からの反対論は特に出なかった。
戦後には家制度が憲法24条等に反するとして、「日本国憲法の施行に伴う民法の応急的措置に関する法律」（昭和22年法律第74号）により、日本国憲法の施行（1947年5月3日）と同時に廃止された。牧野英一らの強い主張もあり「家族の扶養義務」などの形で一部残されたが（民法877条）、戦後の改正民法が当時の社会事実としての家制度や、道徳上の家庭生活を否定し積極的に破壊する趣旨に出たわけではなく、法律上の家制度を廃止することで道徳・人情・経済に委ねた趣旨を表すものであり、同時施行された家事審判法（2013年廃止）の第1条が「家庭の平和と健全な親族共同生活の維持を図ることを目的とする」としていたのと同趣旨だとも説明されている。一方で、法律上の家制度が解体された以上、道徳上のそれも解体されるべきという主張も、主に進歩派を自認する論者によって有力に唱えられている。

## 現行民法との関係
現民法の夫婦同氏規定を家制度の名残とみて、選択的夫婦別氏（姓）制を導入すべきという主張がある。戸籍制度にも同様の議論がある。

## 家制度の復活に賛成する著名人
高市早苗 - 1996年1月9日付の世界日報で、「私は家長制度が復活してもいいと思う」と発言した。
田母神俊雄 - X（旧ツイッター）で、繰り返し家制度の復活を呼びかけている。例を挙げると、「戦前の大家族制度を取り戻してはどうかと思う」「家を単位として課税するようにして大家族の方が税が安くなるようにすれば大家族制を誘導できる。年寄りの一人暮らしを無くすには家督相続制度を復活する事がいい」「昔の家制度があれば、今のような孤独死の問題も年金の問題もなくなるのではないかと思います」などと発言した。